# Irving Johnson (voilier)
L’Irving Johnson est le navire amiral de l'Institut maritime de Los Angeles (LAMI). Avec son sister-ship  l’Exy Johnson, ils rejoignent les goélettes Swift of Ipswich et Bill to Rights.
C'est un brick-goélette (deux-mâts) construit en bois en 2002 au Musée maritime de Los Angeles.

## Histoire
La conception de ces  brigantins fut basée sur un plan des années 1930 par Henry Gruber qui ne furent jamais réalisés. Leur construction est adaptée aux  exigences du programme « Top sail Youth Program » de l'Institut maritime et de la réglementation de l'US Coast Guard. Ils portent le nom du célèbre explorateur Irving Johnson et de son épouse.
Ce projet a été financé par des donations privées et le sponsoring d'entreprise.
L’Irving Johnson propose 12 couchettes pour passagers réparties en 3 cabines. L'équipage est de 6 hommes (2 officiers et 4 matelots).

## Échouement

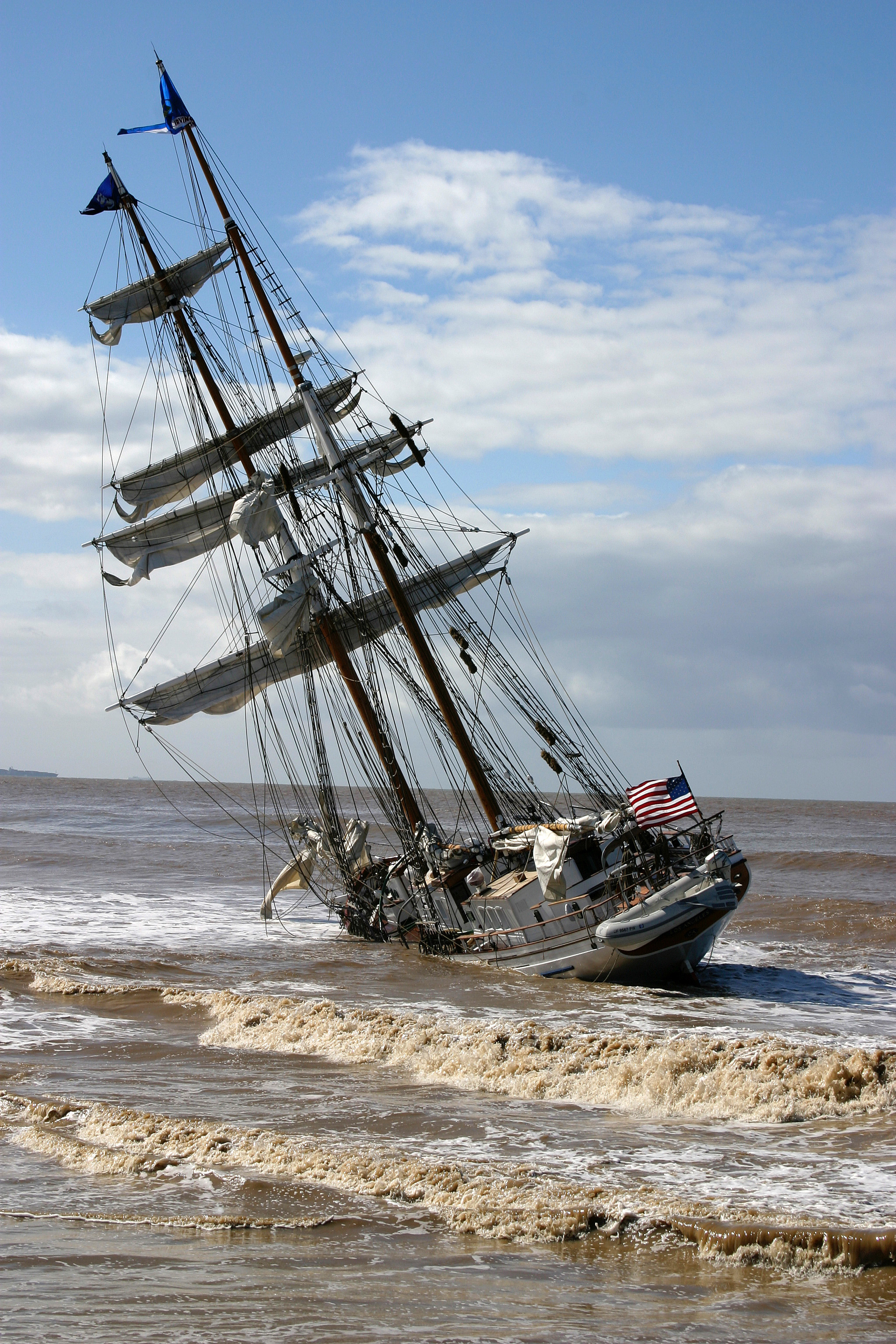
Échouement de l’Irving Johnson

L’Irving Johnson est reconnu pour sa connaissance innée de la région du Pacifique Sud, faisant de lui un choix naturel pour conseiller la Flotte du Pacifique des subtilités des marées, de la houle, des courants et de la profondeur des hauts-fonds dans les atolls coralliens des mers du Sud. 
Le 21 mars 2005, l’Irving Johnson s'est échoué sur un banc de sable à l'extérieur de l'entrée du Channel Islands de Californie. Tous les membres d'équipage et les passagers furent sauvés sans danger, mais le bateau  resta échoué sur la plage pendant plusieurs jours. Après son renflouement et souffrant de graves dommages (partie avant du navire et inondation à l'eau de mer) il a subi une vaste restauration menée à Los Angeles, avant d'être remis en service au début de l'année 2006. 